# Mombacho
Mombabcho är en 1 344 meter hög utslocknad stratovulkan och ett naturreservat i Nicaragua. Den ligger vid Nicaraguasjön strax söder om Granada, varifrån vulkanen är synlig.

## Naturreservat

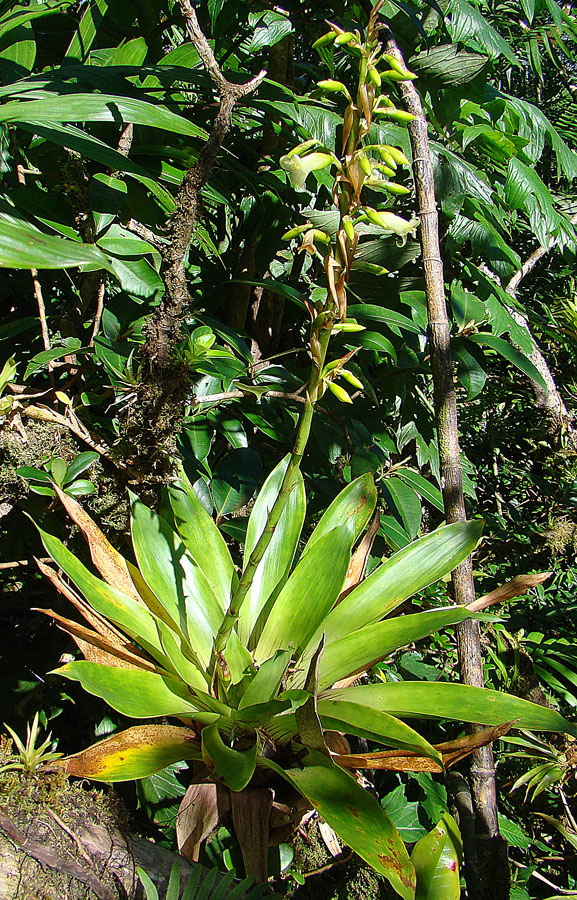
Vriesea pedicellata

På toppen av vulkanen ligger ett 25 km2 stort naturreservat vid namn Reserva natural Volcán Mombacho, bestående av de delar av vulkanen som ligger mer än 850 meter över havet. Naturreservatet, bestående av regnskog och dvärgskog, är hem för 71 olika fågelarter, 29 reptilarter, tre olika sorters apor samt 752 växtarter inklusive 82 olika orkidéer. Naturrservatet som skapades 1983 administreras av Fundación Cocibolca.

## Historia
En jordbävning år 1570 orsakade en slamström som begravde en indianby vid vulkanens fot.